# Az Amerikai Egyesült Államok az 1952. évi nyári olimpiai játékokon
Az Amerikai Egyesült Államok a finnországi Helsinkiben megrendezett 1952. évi nyári olimpiai játékok egyik részt vevő nemzete volt. Az országot az olimpián 18 sportágban 286 sportoló képviselte, akik összesen 76 érmet szereztek.

## Érmesek
| Érem  | Versenyző | Sportág       | Versenyszám                |
| ----- | --- | ------------- | -------------------------- |
| Arany | Lindy Remigino | Atlétika      | Férfi 100 m                |
| Arany | Andy Stanfield | Atlétika      | Férfi 200 m                |
| Arany | Mal Whitfield | Atlétika      | Férfi 800 m                |
| Arany | Harrison Dillard | Atlétika      | Férfi 110 m gát            |
| Arany | Charles Moore | Atlétika      | Férfi 400 m gát            |
| Arany | Horace Ashenfelter | Atlétika      | Férfi 3000 m akadály       |
| Arany | Dean Smith Harrison Dillard Lindy Remigino Andy Stanfield | Atlétika      | Férfi 4 × 100 m váltó      |
| Arany | Buddy Davis | Atlétika      | Férfi magasugrás           |
| Arany | Bob Richards | Atlétika      | Férfi rúdugrás             |
| Arany | Jerome Biffle | Atlétika      | Férfi távolugrás           |
| Arany | Parry O'Brien | Atlétika      | Férfi súlylökés            |
| Arany | Sim Iness | Atlétika      | Férfi diszkoszvetés        |
| Arany | Cyrus Young | Atlétika      | Férfi gerelyhajítás        |
| Arany | Bob Mathias | Atlétika      | Férfi tízpróba             |
| Arany | Mae Faggs Barbara Jones Janet Moreau Cathy Hardy | Atlétika      | Női 4 × 100 m váltó        |
| Arany | William Smith | Birkózás      | Férfi szabadfogás, 73 kg   |
| Arany | Charlie Logg Tom Price | Evezés        | Kormányos nélküli kettes   |
| Arany | Frank Shakespeare Bill Fields Jim Dunbar Dick Murphy Bob Detweiler Henry Proctor Wayne Frye Ed Stevens Charley Manring                                                                                       | Evezés        | Nyolcas                    |
| Arany | Frank Havens | Kajak-kenu    | Férfi kenu egyes 10 000 m  |
| Arany | Nemzeti válogatott Charlie Hoag Bill Hougland Dean Kelley Bob Kenney Clyde Lovelette Marc Freiberger Wayne Glasgow Frank McCabe Dan Pippin Howie Williams Ron Bontemps Bob Kurland Bill Lienhard John Keller | Kosárlabda    | Férfi                      |
| Arany | Skippy Browning | Műugrás       | Férfi egyéni műugrás       |
| Arany | Sammy Lee | Műugrás       | Férfi egyéni toronyugrás   |
| Arany | Pat McCormick | Műugrás       | Női egyéni műugrás         |
| Arany | Pat McCormick | Műugrás       | Női egyéni toronyugrás     |
| Arany | Nate Brooks | Ökölvívás     | Légsúly                    |
| Arany | Chuck Adkins | Ökölvívás     | Kisváltósúly               |
| Arany | Floyd Patterson | Ökölvívás     | Középsúly                  |
| Arany | Norvel Lee | Ökölvívás     | Félnehézsúly               |
| Arany | Ed Sanders | Ökölvívás     | Nehézsúly                  |
| Arany | Huelet Benner | Sportlövészet | Szabadpisztoly             |
| Arany | Tommy Kono | Súlyemelés    | 67,5 kg                    |
| Arany | Pete George | Súlyemelés    | 75 kg                      |
| Arany | Norbert Schemansky | Súlyemelés    | 90 kg                      |
| Arany | John Davis | Súlyemelés    | +90 kg                     |
| Arany | Ford Konno | Úszás         | Férfi 1500 m gyors         |
| Arany | Yoshinobu Oyakawa | Úszás         | Férfi 100 m hát            |
| Arany | Clarke Scholes | Úszás         | Férfi 100 m gyors          |
| Arany | Wayne Moore Bill Woolsey Ford Konno Jimmy McLane Wally Wolf Don Sheff Frank Dooley Burwell Jones | Úszás         | Férfi 4 × 200 m gyorsváltó |
| Arany | Britton Chance Ed White Michael Schoettle Sumner White | Vitorlázás    | 5,5 méter                  |
| Arany | Emelyn Whiton Eric Ridder Everard Endt Herman Whiton John Morgan Julian Roosevelt | Vitorlázás    | 6 méter                    |
| Ezüst | Thane Baker | Atlétika      | Férfi 200 m                |
| Ezüst | Bob McMillen | Atlétika      | Férfi 1500 m               |
| Ezüst | Jack Davis | Atlétika      | Férfi 110 m gát            |
| Ezüst | Ollie Matson Gene Cole Charles Moore Mal Whitfield | Atlétika      | Férfi 4 × 400 m váltó      |
| Ezüst | Ken Wiesner | Atlétika      | Férfi magasugrás           |
| Ezüst | Don Laz | Atlétika      | Férfi rúdugrás             |
| Ezüst | Meredith Gourdine | Atlétika      | Férfi távolugrás           |
| Ezüst | Darrow Hooper | Atlétika      | Férfi súlylökés            |
| Ezüst | William Miller | Atlétika      | Férfi gerelyhajítás        |
| Ezüst | Milt Campbell | Atlétika      | Férfi tízpróba             |
| Ezüst | Tommy Evans | Birkózás      | Férfi szabadfogás, 67 kg   |
| Ezüst | Henry Wittenberg | Birkózás      | Férfi szabadfogás, 87 kg   |
| Ezüst | Miller Anderson | Műugrás       | Férfi egyéni műugrás       |
| Ezüst | Paula Jean Myers-Pope | Műugrás       | Női egyéni toronyugrás     |
| Ezüst | Stanley Stanczyk | Súlyemelés    | 82,5 kg                    |
| Ezüst | James Bradford | Súlyemelés    | +90 kg                     |
| Ezüst | Ford Konno | Úszás         | Férfi 400 m gyors          |
| Ezüst | Bowen Stassforth | Úszás         | Férfi 200 m mell           |
| Ezüst | John Price John Reid | Vitorlázás    | Csillaghajó                |
| Bronz | Jimmy Gathers | Atlétika      | Férfi 200 m                |
| Bronz | Ollie Matson | Atlétika      | Férfi 400 m                |
| Bronz | Art Barnard | Atlétika      | Férfi 110 m gát            |
| Bronz | Jim Fuchs | Atlétika      | Férfi súlylökés            |
| Bronz | Jim Dillion | Atlétika      | Férfi diszkoszvetés        |
| Bronz | Floyd Simmons | Atlétika      | Férfi tízpróba             |
| Bronz | Joe Henson | Birkózás      | Férfi szabadfogás, 62 kg   |
| Bronz | Carl Lovsted Al Ulbrickson Richard Wahlstrom Matt Leanderson Al Rossi | Evezés        | Kormányos négyes           |
| Bronz | William Steinkraus Arthur McCashin John Russell | Lovaglás      | Díjugratás, csapat         |
| Bronz | Champ Hough Walter Staley John Wofford | Lovaglás      | Lovastusa, csapat          |
| Bronz | Bob Clotworthy | Műugrás       | Férfi egyéni műugrás       |
| Bronz | Zoe Ann Olsen-Jensen | Műugrás       | Női egyéni műugrás         |
| Bronz | Juno Stover-Irwin | Műugrás       | Női egyéni toronyugrás     |
| Bronz | Arthur Jackson | Sportlövészet | Sportpuska, fekvő          |
| Bronz | Jack Taylor | Úszás         | Férfi 100 m hát            |
| Bronz | Evelyn Kawamoto | Úszás         | Női 400 m gyors            |
| Bronz | Jackie LaVine Marilee Stepan Jody Alderson Evelyn Kawamoto | Úszás         | Női 4 × 100 m gyorsváltó   |

## Atlétika
Férfi
| Versenyző                                                 | Versenyszám     | Előfutam      | Előfutam      | Előfutam      | Negyeddöntő | Negyeddöntő | Negyeddöntő | Elődöntő | Elődöntő | Elődöntő | Döntő         | Döntő         |
| Versenyző                                                 | Versenyszám     | Idő           | Hely.         | Össz.         | Idő         | Hely.       | Össz.       | Idő      | Hely.    | Össz.    | Idő           | Helyezés      |
| --------------------------------------------------------- | --------------- | ------------- | ------------- | ------------- | ----------- | ----------- | ----------- | -------- | -------- | -------- | ------------- | ------------- |
| Art Bragg                                                 | 100 m           | 10,73         | 1.            | 2.*           | 10,75       | 2.          | 5.          | 11,43    | 6.       | 12.      | kiesett       | kiesett       |
| Lindy Remigino                                            | 100 m           | 10,73         | 1.            | 2.*           | 10,68       | 1.          | 1.          | 10,74    | 2.       | 1.**     | 10,79         |               |
| Dean Smith                                                | 100 m           | 10,90         | 1.            | 5.            | 10,69       | 1.          | 2.          | 10,78    | 2.       | 5.       | 10,84         | 4.            |
| Thane Baker                                               | 200 m           | 21,62         | 1.            | 2.            | 21,64       | 1.          | 3.*         | 21,50    | 2.       | 3.       | 20,97         |               |
| Jimmy Gathers                                             | 200 m           | 21,42         | 1.            | 1.            | 21,64       | 1.          | 3.*         | 21,58    | 2.       | 4.       | 21,08         |               |
| Andy Stanfield                                            | 200 m           | 22,00         | 1.            | 10.           | 21,21       | 1.          | 1.          | 21,23    | 1.       | 1.       | 20,81         |               |
| Gene Cole                                                 | 400 m           | 48,44         | 1.            | 13.           | 47,88       | 2.          | 10.         | 46,94    | 4.       | 6.       | kiesett       | kiesett       |
| Ollie Matson                                              | 400 m           | 48,17         | 1.            | 8.            | 47,53       | 2.          | 3.          | 46,99    | 3.       | 7.       | 46,94         |               |
| Mal Whitfield                                             | 400 m           | 48,68         | 1.            | 19.           | 47,74       | 1.          | 7.          | 46,64    | 3.       | 5.       | 47,30         | 6.            |
| Mal Whitfield                                             | 800 m           | 1:52,5        | 1.            | 7.            |             |             |             | 1:50,15  | 2.       | 2.       | 1:49,34       |               |
| John Barnes                                               | 800 m           | 1:54,5        | 2.            | 24.***        |             |             |             | 1:53,54  | 4.       | 15.      | kiesett       | kiesett       |
| Reggie Pearman                                            | 800 m           | 1:51,6        | 1.            | 2.            |             |             |             | 1:52,70  | 3.       | 8.       | 1:52,31       | 7.            |
| Warren Druetzler                                          | 1500 m          | 3:51,66       | 1.            | 3.            |             |             |             | 3:51,16  | 4.       | 9.       | 3:56,0        | 12.           |
| Bob McMillen                                              | 1500 m          | 3:55,82       | 2.            | 22.           |             |             |             | 3:50,84  | 4.       | 7.       | 3:45,39       |               |
| Javier Montez                                             | 1500 m          | 3:58,10       | 6.            | 37.           |             |             |             | kiesett  | kiesett  | kiesett  | kiesett       | kiesett       |
| Charlie Capozzoli                                         | 5000 m          | 14:39,0       | 7.            | 21.*          |             |             |             |          |          |          | kiesett       | kiesett       |
| Wes Santee                                                | 5000 m          | 15:10,4       | 13.           | 38.           |             |             |             |          |          |          | kiesett       | kiesett       |
| Curt Stone                                                | 5000 m          | 14:42,8       | 8.            | 23.           |             |             |             |          |          |          | kiesett       | kiesett       |
| Curt Stone                                                | 10 000 m        |               |               |               |             |             |             |          |          |          | 31:02,6       | 20.           |
| Fred Wilt                                                 | 10 000 m        |               |               |               |             |             |             |          |          |          | 31:04,0       | 21.           |
| Art Barnard                                               | 110 m gát       | 14,61         | 1.            | 3.            |             |             |             | 14,44    | 2.       | 2.       | 14,40         |               |
| Jack Davis                                                | 110 m gát       | 14,23         | 1.            | 2.            |             |             |             | 14,62    | 1.       | 3.       | 14,00         |               |
| Harrison Dillard                                          | 110 m gát       | 14,03         | 1.            | 1.            |             |             |             | 14,15    | 1.       | 1.       | 13,91         |               |
| Roland Blackman                                           | 400 m gát       | 54,8          | 3.            | 19.*          | 52,88       | 2.          | 6.          | 52,86    | 5.       | 6.       | kiesett       | kiesett       |
| Charles Moore                                             | 400 m gát       | 51,92         | 1.            | 1.            | 50,98       | 1.          | 1.          | 52,08    | 1.       | 2.       | 51,06         |               |
| Lee Yoder                                                 | 400 m gát       | 55,2          | 2.            | 23.*          | 53,40       | 2.          | 13.         | 53,08    | 4.       | 9.       | kiesett       | kiesett       |
| Bill Ashenfelter                                          | 3000 m akadály  | nem ért célba | nem ért célba | nem ért célba |             |             |             |          |          |          | kiesett       | kiesett       |
| Horace Ashenfelter                                        | 3000 m akadály  | 8:51,17       | 1.            | 1.            |             |             |             |          |          |          | 8:45,68       |               |
| Browning Ross                                             | 3000 m akadály  | 9:44,0        | 12.           | 32.           |             |             |             |          |          |          | kiesett       | kiesett       |
| Ted Corbitt                                               | Maraton         |               |               |               |             |             |             |          |          |          | 2:51:09,0     | 44.           |
| Vic Dyrgall                                               | Maraton         |               |               |               |             |             |             |          |          |          | 2:32:52,4     | 13.           |
| Tom Jones                                                 | Maraton         |               |               |               |             |             |             |          |          |          | 2:42:50,0     | 36.           |
| Price King                                                | 10 km gyaloglás | 51:08,6       | 9.            | 18.           |             |             |             |          |          |          | kiesett       | kiesett       |
| Henry Laskau                                              | 10 km gyaloglás | kizárták      | kizárták      | kizárták      |             |             |             |          |          |          | kiesett       | kiesett       |
| John Deni                                                 | 50 km gyaloglás |               |               |               |             |             |             |          |          |          | nem ért célba | nem ért célba |
| Leo Sjogren                                               | 50 km gyaloglás |               |               |               |             |             |             |          |          |          | nem ért célba | nem ért célba |
| Adolf Weinacker                                           | 50 km gyaloglás |               |               |               |             |             |             |          |          |          | 5:01:00,4     | 22.           |
| Dean Smith Harrison Dillard Lindy Remigino Andy Stanfield | 4 × 100 m váltó | 40,34         | 1.            | 1.            |             |             |             | 40,51    | 1.       | 1.       | 40,26         |               |
| Ollie Matson Gene Cole Charles Moore Mal Whitfield        | 4 × 400 m váltó | 3:11,67       | 1.            | 3.            |             |             |             |          |          |          | 3:04,21       |               |

| Versenyző         | Versenyszám   | Selejtező | Selejtező | Döntő                 | Döntő                 |
| Versenyző         | Versenyszám   | Eredmény  | Helyezés  | Eredmény              | Helyezés              |
| ----------------- | ------------- | --------- | --------- | --------------------- | --------------------- |
| Arnie Betton      | Magasugrás    | 187 cm    | 1.**      | 195 cm                | 7.                    |
| Buddy Davis       | Magasugrás    | 187 cm    | 1.**      | 204 cm                |                       |
| Ken Wiesner       | Magasugrás    | 187 cm    | 4.****    | 201 cm                |                       |
| Don Laz           | Rúdugrás      | 400 cm    | 6.****    | 450 cm                |                       |
| George Mattos     | Rúdugrás      | 400 cm    | 6.****    | 420 cm                | 9.                    |
| Bob Richards      | Rúdugrás      | 400 cm    | 6.****    | 455 cm                |                       |
| Jerome Biffle     | Távolugrás    | 740 cm    | 2.        | 757 cm                |                       |
| George Brown      | Távolugrás    | 732 cm    | 4.        | érvényes ugrás nélkül | érvényes ugrás nélkül |
| Meredith Gourdine | Távolugrás    | 741 cm    | 1.        | 753 cm                |                       |
| Walt Ashbaugh     | Hármasugrás   | 14,59 m   | 14.*      | 15,39 m               | 4.                    |
| Jim Gerhardt      | Hármasugrás   | 14,98 m   | 4.        | 14,69 m               | 11.                   |
| George Shaw       | Hármasugrás   | 14,39 m   | 21.       | kiesett               | kiesett               |
| Jim Fuchs         | Súlylökés     | 15,29 m   | 5.*       | 17,06 m               |                       |
| Darrow Hooper     | Súlylökés     | 15,48 m   | 4.        | 17,39 m               |                       |
| Parry O'Brien     | Súlylökés     | 16,05 m   | 1.        | 17,41 m               |                       |
| Jim Dillion       | Diszkoszvetés | 47,92 m   | 5.        | 53,28 m               |                       |
| Fortune Gordien   | Diszkoszvetés | 50,34 m   | 2.        | 52,66 m               | 4.                    |
| Sim Iness         | Diszkoszvetés | 48,90 m   | 4.        | 55,03 m               |                       |
| Bob Backus        | Kalapácsvetés | 49,39 m   | 23.       | 52,11 m               | 13.                   |
| Marty Engel       | Kalapácsvetés | 50,00 m   | 20.       | érvényes dobás nélkül | érvényes dobás nélkül |
| Sam Felton        | Kalapácsvetés | 50,89 m   | 15.       | 53,32 m               | 11.                   |
| Bud Held          | Gerelyhajítás | 68,62 m   | 4.        | 68,42 m               | 9.                    |
| William Miller    | Gerelyhajítás | 64,81 m   | 13.       | 72,46 m               |                       |
| Cyrus Young       | Gerelyhajítás | 67,26 m   | 6.        | 73,78 m               |                       |

| Versenyző     | Versenyszám | 100 m | 100 m | Távolugrás | Távolugrás | Súlylökés | Súlylökés | Magasugrás | Magasugrás | 400 m | 400 m | 110 m gát | 110 m gát | Diszkoszvetés | Diszkoszvetés | Rúdugrás | Rúdugrás | Gerelyhajítás | Gerelyhajítás | 1500 m  | 1500 m | Végeredmény | Végeredmény |
| Versenyző     | Versenyszám | Idő   | Pont  | Eredmény   | Pont       | Eredmény  | Pont      | Eredmény   | Pont       | Idő   | Pont  | Idő       | Pont      | Eredmény      | Pont          | Eredmény | Pont     | Eredmény      | Pont          | Idő     | Pont   | Pont        | Helyezés    |
| ------------- | ----------- | ----- | ----- | ---------- | ---------- | --------- | --------- | ---------- | ---------- | ----- | ----- | --------- | --------- | ------------- | ------------- | -------- | -------- | ------------- | ------------- | ------- | ------ | ----------- | ----------- |
| Milt Campbell | Tízpróba    | 10,78 | 1034  | 674 cm     | 707        | 13,89 m   | 759       | 185 cm     | 832        | 50,96 | 779   | 14,67     | 953       | 40,50 m       | 640           | 330 cm   | 438      | 54,54 m       | 617           | 5:07,60 | 216    | 6975        |             |
| Bob Mathias   | Tízpróba    | 11,08 | 948   | 698 cm     | 779        | 15,30 m   | 912       | 190 cm     | 900        | 50,38 | 828   | 14,91     | 894       | 46,89 m       | 838           | 400 cm   | 745      | 59,21 m       | 715           | 4:51,11 | 328    | 7887        |             |
| Floyd Simmons | Tízpróba    | 11,52 | 737   | 706 cm     | 804        | 13,18 m   | 688       | 192 cm     | 930        | 51,22 | 765   | 15,26     | 813       | 37,77 m       | 566           | 360 cm   | 556      | 54,69 m       | 620           | 4:53,70 | 309    | 6788        |             |

Női
| Versenyző                                        | Versenyszám     | Előfutam      | Előfutam      | Előfutam      | Negyeddöntő | Negyeddöntő | Negyeddöntő | Elődöntő | Elődöntő | Elődöntő | Döntő   | Döntő    |
| Versenyző                                        | Versenyszám     | Idő           | Hely.         | Össz.         | Idő         | Hely.       | Össz.       | Idő      | Hely.    | Össz.    | Idő     | Helyezés |
| ------------------------------------------------ | --------------- | ------------- | ------------- | ------------- | ----------- | ----------- | ----------- | -------- | -------- | -------- | ------- | -------- |
| Mae Faggs                                        | 100 m           | 12,44         | 1.            | 19.*          | 12,22       | 3.          | 4.*         | 12,16    | 3.       | 3.*      | 12,27   | 6.       |
| Mae Faggs                                        | 200 m           | 24,71         | 3.            | 5.            |             |             |             | kiesett  | kiesett  | kiesett  | kiesett | kiesett  |
| Cathy Hardy                                      | 100 m           | 12,18         | 1.            | 3.**          | 12,31       | 4.          | 13.         | kiesett  | kiesett  | kiesett  | kiesett | kiesett  |
| Cathy Hardy                                      | 200 m           | 24,91         | 2.            | 8.            |             |             |             | 24,93    | 4.       | 7.       | kiesett | kiesett  |
| Janet Moreau                                     | 100 m           | 12,68         | 2.            | 26.           | 12,67       | 5.          | 22.         | kiesett  | kiesett  | kiesett  | kiesett | kiesett  |
| Dolores Dwyer                                    | 200 m           | nem ért célba | nem ért célba | nem ért célba |             |             |             | kiesett  | kiesett  | kiesett  | kiesett | kiesett  |
| Constance Darnowski                              | 80 m gát        | 12,29         | 5.            | 24.           |             |             |             | kiesett  | kiesett  | kiesett  | kiesett | kiesett  |
| Mae Faggs Barbara Jones Janet Moreau Cathy Hardy | 4 × 100 m váltó | 46,77         | 1.            | 3.            |             |             |             |          |          |          | 46,14   |          |

| Versenyző       | Versenyszám   | Selejtező | Selejtező | Döntő    | Döntő    |
| Versenyző       | Versenyszám   | Eredmény  | Helyezés  | Eredmény | Helyezés |
| --------------- | ------------- | --------- | --------- | -------- | -------- |
| Mabel Landry    | Távolugrás    | 588 cm    | 2.        | 575 cm   | 7.       |
| Janet Dicks     | Súlylökés     | 11,44 m   | 18.       | kiesett  | kiesett  |
| Marjorie Larney | Gerelyhajítás | 41,44 m   | 8.        | 40,58 m  | 13.      |

* - egy másik versenyzővel azonos időt/eredményt ért el

** - két másik versenyzővel azonos időt/eredményt ért el

*** - három másik versenyzővel azonos időt ért el

**** - négy másik versenyzővel azonos eredményt ért el

## Birkózás
Szabadfogású
| Versenyző        | Versenyszám | 1. forduló                                | 2. forduló                         | 3. forduló                      | 4. forduló                         | 5. forduló                  | 6. forduló        | 7. forduló                     | 8. forduló                    | Helyezés |
| Versenyző        | Versenyszám | Ellenfél Eredmény                         | Ellenfél Eredmény                  | Ellenfél Eredmény               | Ellenfél Eredmény                  | Ellenfél Eredmény           | Ellenfél Eredmény | Ellenfél Eredmény              | Ellenfél Eredmény             | Helyezés |
| ---------------- | ----------- | ----------------------------------------- | ---------------------------------- | ------------------------------- | ---------------------------------- | --------------------------- | ----------------- | ------------------------------ | ----------------------------- | -------- |
| Hugh Peery       | 52 kg       | Mohamed Abdel Hamid El-Ward (EGY) · 3-0   | Rolf Johansson (SWE) · 3-0         | Georgy Sayadov (URS) · 0-3      | kiesett                            | kiesett                     | kiesett           |                                |                               | 7.       |
| Bill Borders     | 57 kg       | Paul Hänni (SUI) · 3-0                    | Mohamed Mehdi Yaghoubi (IRI) · 0-3 | Rəşid Məmmədbəyov (URS) · 10:40 | kiesett                            | kiesett                     | kiesett           | kiesett                        |                               | 8.       |
| Joe Henson       | 62 kg       | Antonio Randi (ITA) · 4:52                | John Elliott (AUS) · 1:52          | Hoffmann Géza (HUN) · 3:30      | Ibrahim Dadashov (URS) · 2-1       | Keshav Mangave (IND) · 3-0  |                   | Bayram Şit (TUR) · 9:20        | Nászer Givehcsi (IRI) · 1-2   |          |
| Tommy Evans      | 67 kg       | Mohamed Badr (EGY) · 3-0                  | Jack Vard (IRL) · 7:29             | Osvaldo Blasi (ARG) · 3-0       | Jan Cools (BEL) · 9:25             | Risto Talosela (FIN) · 4:59 |                   | Olle Anderberg (SWE) · 1-2     | Tofigh Jahanbakht (IRI) · 3-0 |          |
| William Smith    | 73 kg       | Antonio Rosado (MEX) · 4:50               | Nick Mohammed (CAN) · 3-0          | Alberto Longarella (ARG) · 3-0  | Mohamed Hassan Moussa (EGY) · 3:45 | Per Berlin (SWE) · 0-3      |                   | Abdollah Mojtabavi (IRI) · 3-0 |                               |          |
| Danny Hodge      | 79 kg       | Mohamed Abdul Ramada Hussain (EGY) · 9:01 | Davit Tsimak'uridze (URS) · 5:58   | Bengt Lindblad (SWE) · 1-2      | kiesett                            | kiesett                     | kiesett           | kiesett                        |                               | 8.       |
| Henry Wittenberg | 87 kg       | Rodolfo Padron (VEN) · 1:28               | Willy Lardon (SUI) · 0:53          | Viking Palm (SWE) · 0-3         | August Englas (URS) · 3-0          | Adil Atan (TUR) · 9:14      |                   |                                |                               |          |
| William Kerslake | 120 kg      | İrfan Atan (TUR) · 10:11                  | Auguste Baarendse (BEL) · 10:23    | Taisto Kangasniemi (FIN) · 2:38 | Bertil Antonsson (SWE) · 1-2       | kiesett                     | kiesett           |                                |                               | 5.       |

## Evezés
| Versenyző | Versenyszám              | Előfutam | Előfutam | Vigaszág | Vigaszág | Elődöntő | Elődöntő | Vigaszág | Vigaszág | Döntő   | Döntő   |
| Versenyző | Versenyszám              | Idő      | Hely.    | Idő      | Hely.    | Típus    | Idő      | Hely.    | Típus    | Idő     | Hely.   |
| --- | ------------------------ | -------- | -------- | -------- | -------- | -------- | -------- | -------- | -------- | ------- | ------- |
| Jack Kelly | Egypárevezős             | 7:58,4   | 1.       |          |          | 7:57,3   | 2.       | 7:42,0   | 2.       | kiesett | kiesett |
| Bernard Costello Walter Hoover                                                                                         | Kétpárevezős             | 7:01,9   | 2.       |          |          | 7:24,3   | 2.       | 7:03,6   | 2.       | kiesett | kiesett |
| Charlie Logg Tom Price                                                                                                 | Kormányos nélküli kettes | 7:50,7   | 4.       | 7:28,4   | 1.       |          |          | 7:36,2   | 1.       | 8:20,7  |         |
| James Fifer Duvall Hecht James Beggs                                                                                   | Kormányos kettes         | 8:02,1   | 1.       |          |          | 8:13,0   | 4.       | 7:55,5   | 2.       | kiesett | kiesett |
| Louis McMillan Dempster Jackson John Davis James Welsh                                                                 | Kormányos nélküli négyes | 6:40,9   | 1.       |          |          | 7:08,8   | 2.       | 6:57,8   | 3.       | kiesett | kiesett |
| Carl Lovsted Al Ulbrickson Richard Wahlstrom Matt Leanderson Al Rossi                                                  | Kormányos négyes         | 7:17,9   | 1.       |          |          | 7:07,6   | 1.       |          |          | 7:37,0  |         |
| Frank Shakespeare Bill Fields Jim Dunbar Dick Murphy Bob Detweiler Henry Proctor Wayne Frye Ed Stevens Charley Manring | Nyolcas                  | 6:09,0   | 1.       |          |          | 6:32,1   | 1.       |          |          | 6:25,9  |         |

## Kajak-kenu
Férfi
| Versenyző                     | Versenyszám           | Előfutam | Előfutam | Előfutam | Döntő   | Döntő    |
| Versenyző                     | Versenyszám           | Idő      | Hely.    | Össz.    | Idő     | Helyezés |
| ----------------------------- | --------------------- | -------- | -------- | -------- | ------- | -------- |
| Michael Budrock               | Kajak egyes 1000 m    | 4:39,5   | 5.       | 17.      | kiesett | kiesett  |
| Frank Havens                  | Kenu egyes 1000 m     | 5:09,3   | 3.       | 4.       | 5:13,7  | 4.       |
| Frank Havens                  | Kenu egyes 10 000 m   |          |          |          | 57:41,1 |          |
| William Schuette              | Kajak egyes 10 000 m  |          |          |          | 52:44,6 | 14.      |
| Thomas Horton John Eiseman    | Kajak kettes 1000 m   | 4:02,9   | 5.       | 14.      | kiesett | kiesett  |
| John Anderson Paul Bochnewich | Kajak kettes 10 000 m |          |          |          | 48:30,7 | 14.      |
| John Haas Frank Krick         | Kenu kettes 1000 m    | 4:43,3   | 3.       | 4.*      | 4:59,0  | 7.       |
| John Haas Frank Krick         | Kenu kettes 10 000 m  |          |          |          | 54:42,5 | 5.       |

* - egy másik csapattal azonos időt ért el

## Kerékpározás

### Országúti kerékpározás
| Versenyző                                              | Versenyszám | Eredmény             | Helyezés      |
| ------------------------------------------------------ | ----------- | -------------------- | ------------- |
| Tom O'Rourke                                           | Egyéni      | 5:22:33,7 (+16:30,3) | 36.           |
| David Rhoads                                           | Egyéni      | kizárták             | kizárták      |
| Ronald Rhoads                                          | Egyéni      | nem ért célba        | nem ért célba |
| Donald Sheldon                                         | Egyéni      | 5:22:33,3 (+16:29,9) | 32.           |
| Donald Sheldon Tom O'Rourke David Rhoads Ronald Rhoads | Csapat      | nem ért célba        | nem ért célba |

### Pálya-kerékpározás
| Versenyző                     | Versenyszám   | 1. forduló                                                            | 1. forduló | Vigaszág | Vigaszág | Negyeddöntő            | Negyeddöntő | Vigaszág               | Vigaszág | Elődöntő               | Elődöntő | Vigaszág               | Vigaszág | Döntő                  | Döntő   |
| Versenyző                     | Versenyszám   | Ellenfelek Győztes idő                                                | Hely.      | Ellenfelek Győztes idő                                                                                         | Hely.    | Ellenfelek Győztes idő | Hely.       | Ellenfelek Győztes idő | Hely.    | Ellenfelek Győztes idő | Hely.    | Ellenfelek Győztes idő | Hely.    | Ellenfelek Győztes idő | Hely.   |
| ----------------------------- | ------------- | --------------------------------------------------------------------- | ---------- | --- | -------- | ---------------------- | ----------- | ---------------------- | -------- | ---------------------- | -------- | ---------------------- | -------- | ---------------------- | ------- |
| Steve Hromjak                 | Egyéni sprint | Jan Hijzelendoorn (NED) · Ray Robinson (RSA) · Luis Toro (VEN) · 12,1 | 3.         | Werner Potzernheim (GER) · Otar Dadunashvili (URS) · Luis Toro (VEN) · Helge Törn (FIN) · 11,7                 | 4.       | kiesett                | kiesett     | kiesett                | kiesett  | kiesett                | kiesett  | kiesett                | kiesett  | kiesett                | kiesett |
| Frank Brilando Dick Cortright | Tandem sprint | Olaszország (ITA) · Antonio Maspes · Cesare Pinarello · 10,8          | 2.         | Magyarország (HUN) · Schillerwein István · Furmen Imre · Japán (JPN) · Tomioka Kihei · Csikanari Tamocu · 11,3 | 3.       | kiesett                | kiesett     | kiesett                | kiesett  | kiesett                | kiesett  | kiesett                | kiesett  | kiesett                | kiesett |

| Versenyző      | Versenyszám     | Eredmény | Helyezés |
| -------------- | --------------- | -------- | -------- |
| Frank Brilando | 1000 m időfutam | 1:17,8   | 23.      |

| Versenyző                                             | Versenyszám          | Selejtező | Selejtező | Negyeddöntő  | Negyeddöntő | Elődöntő     | Elődöntő  | Döntő        | Döntő     | Helyezés |
| Versenyző                                             | Versenyszám          | Idő       | Hely.     | Ellenfél Idő | Saját idő   | Ellenfél Idő | Saját idő | Ellenfél Idő | Saját idő | Helyezés |
| ----------------------------------------------------- | -------------------- | --------- | --------- | ------------ | ----------- | ------------ | --------- | ------------ | --------- | -------- |
| Steve Hromjak James Lauf Tom Montemage Donald Sheldon | Csapat üldözőverseny | 5:11,6    | 18.       | kiesett      | kiesett     | kiesett      | kiesett   | kiesett      | kiesett   | 18.      |

## Kosárlabda
- Charlie Hoag
- Bill Hougland
- Dean Kelley
- Bob Kenney
- Clyde Lovelette
- Marc Freiberger
- Wayne Glasgow
- Frank McCabe
- Dan Pippin
- Howie Williams
- Ron Bontemps
- Bob Kurland
- Bill Lienhard
- John Keller

### Eredmények
A csoport
| Csapat           | JM | GY | V | DP  | KP  | +/- | PT |
| ---------------- | -- | -- | - | --- | --- | --- | -- |
| Egyesült Államok | 3  | 3  | 0 | 195 | 139 | +56 | 6  |
| Uruguay          | 3  | 2  | 1 | 167 | 164 | +3  | 5  |
| Csehszlovákia    | 3  | 1  | 2 | 161 | 164 | -3  | 4  |
| Magyarország     | 3  | 0  | 3 | 143 | 199 | -56 | 3  |

| 1952. július 25. | Egyesült Államok | 66–48 | Magyarország |  |
| 1952. július 25. | (37–23)          |       |              |  |

| 1952. július 26. | Egyesült Államok | 72–47 | Csehszlovákia |  |
| 1952. július 26. | (72–47)          |       |               |  |

| 1952. július 27. | Egyesült Államok | 57–44 | Uruguay |  |
| 1952. július 27. | (32–27)          |       |         |  |

Negyeddöntő
E csoport
| Csapat           | JM | GY | V | DP  | KP  | +/- | PT |
| ---------------- | -- | -- | - | --- | --- | --- | -- |
| Egyesült Államok | 3  | 3  | 0 | 246 | 166 | +80 | 6  |
| Szovjetunió      | 3  | 2  | 1 | 190 | 195 | -5  | 5  |
| Brazília         | 3  | 1  | 2 | 138 | 136 | +2  | 4  |
| Chile            | 3  | 0  | 3 | 140 | 217 | -77 | 3  |

| 1952. július 28. | Egyesült Államok | 86–58 | Szovjetunió |  |
| 1952. július 28. | (36–22)          |       |             |  |

| 1952. július 29. | Egyesült Államok | 103–55 | Chile |  |
| 1952. július 29. | (47–32)          |        |       |  |

| 1952. július 30. | Egyesült Államok | 57–53 | Brazília |  |
| 1952. július 30. | (24–26)          |       |          |  |

Elődöntő
| 1952. július 31. | Egyesült Államok | 85–76 | Argentína |  |
| 1952. július 31. | (43–39)          |       |           |  |

Döntő
| 1952. augusztus 2. | Egyesült Államok | 36–25 | Szovjetunió |  |
| 1952. augusztus 2. | (17–15)          |       |             |  |

| Csapat           | Helyezés |
| ---------------- | -------- |
| Egyesült Államok |          |

## Labdarúgás
- Robert Burkard
- Charlie Colombo
- Butch Cook
- Harry Keough
- Edward McHugh
- Ruben Mendoza
- Lloyd Monsen
- Willy Schaller
- Bill Sheppell
- John Souza
- Larry Surock

Selejtező
| 1952. július 16. |

| Egyesült Államok | 0–8               | Olaszország                                                                |
| ---------------- | ----------------- | -------------------------------------------------------------------------- |
|                  | (0–3) Jegyzőkönyv | Gimona 3' 51' 75' Pandolfini 16' 62' Venturi 27' Fontanesi 52' Mariani 87' |

| Ratina stadion, Tampere Nézőszám: 10 000 Játékvezető: Arthur Ellis (angol) |

| Csapat           | Helyezés |
| ---------------- | -------- |
| Egyesült Államok | 17.      |

## Lovaglás
Díjlovaglás
| Versenyző                                  | Ló                                          | Versenyszám | Pont    | Helyezés |
| ------------------------------------------ | ------------------------------------------- | ----------- | ------- | -------- |
| Robert Borg                                | Bill Biddle                                 | Egyéni      | 492,00  | 11.      |
| Marjorie Haines                            | The Flying Dutchman                         | Egyéni      | 446,00  | 17.      |
| Hartmann Pauly                             | Reno Overdo                                 | Egyéni      | 315,50  | 27.      |
| Robert Borg Marjorie Haines Hartmann Pauly | Bill Biddle The Flying Dutchman Reno Overdo | Csapat      | 1253,50 | 6.       |

Díjugratás
| Versenyző                                       | Ló                                | Versenyszám | 1. kör | 1. kör | 1. kör | 2. kör | 2. kör | 2. kör | Végeredmény | Végeredmény | Végeredmény |
| Versenyző                                       | Ló                                | Versenyszám | Idő    | Bünt.  | Hely.  | Idő    | Bünt.  | Hely.  | Idő         | Bünt.       | Helyezés    |
| ----------------------------------------------- | --------------------------------- | ----------- | ------ | ------ | ------ | ------ | ------ | ------ | ----------- | ----------- | ----------- |
| Arthur McCashin                                 | Miss Budweiser                    | Egyéni      | 1:54,2 | 12     | 21.    | 1:54,0 | 4      | 4.     | 3:48,2      | 16          | 12.*        |
| John Russell                                    | Democrat                          | Egyéni      | 1:53,0 | 7      | 11.    | 1:43,0 | 16     | 33.    | 3:36,0      | 23          | 24.         |
| William Steinkraus                              | Hollandia                         | Egyéni      | 1:50,5 | 4      | 2.     | 2:01,8 | 9,25   | 24.    | 3:52,3      | 13,25       | 11.         |
| William Steinkraus Arthur McCashin John Russell | Hollandia Miss Budweiser Democrat | Csapat      |        | 23     | 1.     |        | 29,25  | 8.     |             | 52,25       |             |

Lovastusa
| Versenyző                              | Ló                                         | Versenyszám | Díjlovaglás | Díjlovaglás | Tereplovaglás | Tereplovaglás | Tereplovaglás | Díjugratás | Díjugratás | Végeredmény | Végeredmény |
| Versenyző                              | Ló                                         | Versenyszám | Bünt.       | Hely.       | Bünt.         | Hely.         | Össz.         | Bünt.      | Hely.      | Bünt.       | Helyezés    |
| -------------------------------------- | ------------------------------------------ | ----------- | ----------- | ----------- | ------------- | ------------- | ------------- | ---------- | ---------- | ----------- | ----------- |
| Champ Hough                            | Cassivellannus                             | Egyéni      | -111,66     | 7.          | 51            | 11.           | 8.            | -10        | 10.        | -70,66      | 9.          |
| Walter Staley                          | Craigwood Park                             | Egyéni      | -173,50     | 50.         | 25            | 16.           | 18.           | -20        | 24.        | -168,50     | 18.         |
| John Wofford                           | Benny Grimes                               | Egyéni      | -146,00     | 32.         | -192          | 31.           | 31.           | -10        | 10.        | -348,00     | 31.         |
| Champ Hough Walter Staley John Wofford | Cassivellannus Craigwood Park Benny Grimes | Csapat      | -431,16     | 12.         | -116          | 4.            | 3.            | -40        | 3.         | -587,16     |             |

* - két másik versenyzővel azonos eredményt ért el

## Műugrás
Férfi
| Versenyző       | Versenyszám        | Selejtező | Selejtező | Döntő   | Döntő    |
| Versenyző       | Versenyszám        | Pont      | Helyezés  | Pont    | Helyezés |
| --------------- | ------------------ | --------- | --------- | ------- | -------- |
| Miller Anderson | Egyéni műugrás     | 88,00     | 2.        | 199,84  |          |
| Skippy Browning | Egyéni műugrás     | 89,59     | 1.        | 205,29  |          |
| Bob Clotworthy  | Egyéni műugrás     | 80,64     | 3.        | 184,92  |          |
| John Calhoun    | Egyéni toronyugrás | 70,22     | 9.        | kiesett | kiesett  |
| Sammy Lee       | Egyéni toronyugrás | 86,38     | 1.        | 156,28  |          |
| John McCormack  | Egyéni toronyugrás | 75,26     | 4.        | 138,74  | 4.       |

Női
| Versenyző             | Versenyszám        | Selejtező | Selejtező | Döntő   | Döntő    |
| Versenyző             | Versenyszám        | Pont      | Helyezés  | Pont    | Helyezés |
| --------------------- | ------------------ | --------- | --------- | ------- | -------- |
| Carol Frick           | Egyéni műugrás     | 52,97     | 9.        | kiesett | kiesett  |
| Pat McCormick         | Egyéni műugrás     | 71,85     | 1.        | 147,30  |          |
| Pat McCormick         | Egyéni toronyugrás | 51,25     | 1.        | 79,37   |          |
| Zoe Ann Olsen-Jensen  | Egyéni műugrás     | 54,09     | 8.        | 127,57  |          |
| Paula Jean Myers-Pope | Egyéni toronyugrás | 44,22     | 2.        | 71,63   |          |
| Juno Stover-Irwin     | Egyéni toronyugrás | 43,60     | 3.        | 70,49   |          |

## Ökölvívás
| Versenyző       | Versenyszám   | Selejtező                   | Nyolcaddöntő                    | Negyeddöntő                            | Elődöntő                    | Döntő                          | Helyezés |
| Versenyző       | Versenyszám   | Ellenfél Eredmény           | Ellenfél Eredmény               | Ellenfél Eredmény                      | Ellenfél Eredmény           | Ellenfél Eredmény              | Helyezés |
| --------------- | ------------- | --------------------------- | ------------------------------- | -------------------------------------- | --------------------------- | ------------------------------ | -------- |
| Nate Brooks     | Légsúly       | Risto Luukkonen (FIN) · 3-0 | Alfred Zima (AUT) · 3-0         | Mircea Dobrescu (ROU) · 2-1            | Willie Toweel (RSA) · 3-0   | Edgar Basel (GER) · 3-0        |          |
| Davey Moore     | Harmatsúly    |                             | Egon Schidan (GER) · 3-0        | Kang Dzsunho (Gang Jun-ho) (KOR) · 1-2 | kiesett                     | kiesett                        | 5.       |
| Edson Brown     | Pehelysúly    | Benoy Bose (IND) · 3-0      | Gheorghe Ilie (ROU) · 3-0       | Joseph Ventaja (FRA) · 0-3             | kiesett                     | kiesett                        | 5.       |
| Bobby Bickle    | Könnyűsúly    | Basil Henricus (SRI) · TKO  | Aureliano Bolognesi (ITA) · 1-2 | kiesett                                | kiesett                     | kiesett                        | 9.       |
| Chuck Adkins    | Kisváltósúly  | Leif Hansen (NOR) · TKO     | Salomon Carrizales (VEN) · 3-0  | Alexander Webster (RSA) · 3-0          | Bruno Visintin (ITA) · 3-0  | Viktor Mednov (URS) · 2-1      |          |
| Lou Gage        | Váltósúly     | Ali Belkacem (FRA) · KO     | Július Torma (TCH) · 1-2        | kiesett                                | kiesett                     | kiesett                        | 9.       |
| Spider Webb     | Nagyváltósúly | Papp László (HUN) · KO      | kiesett                         | kiesett                                | kiesett                     | kiesett                        | 17.      |
| Floyd Patterson | Középsúly     |                             | Omar Tebakka (FRA) · 3-0        | Leen Jansen (NED) · KO                 | Stig Sjölin (SWE) · DISQ    | Vasile Tiţă (ROU) · KO         |          |
| Norvel Lee      | Félnehézsúly  |                             | Claude Arnaiz (FRA) · 3-0       | Tadeusz Grzelak (POL) · 3-0            | Harry Siljander (FIN) · 3-0 | Antonio Pacenza (ARG) · 3-0    |          |
| Ed Sanders      | Nehézsúly     | Hans Jost (SUI) · KO        |                                 | Giacomo Di Segni (ITA) · KO            | Dries Nieman (RSA) · TKO    | Ingemar Johansson (SWE) · DISQ |          |

## Öttusa
| Versenyző        | Versenyszám | Lovaglás | Lovaglás | Lovaglás | Vívás    | Vívás     | Vívás | Lövészet | Lövészet | Úszás  | Úszás | Futás   | Futás | Összesen    | Összesen |
| Versenyző        | Versenyszám | Idő      | Pont     | Hely.    | Győzelem | Döntetlen | Hely. | Pontszám | Hely.    | Idő    | Hely. | Idő     | Hely. | Összes pont | Helyezés |
| ---------------- | ----------- | -------- | -------- | -------- | -------- | --------- | ----- | -------- | -------- | ------ | ----- | ------- | ----- | ----------- | -------- |
| Frederick Denman | Egyéni      | 9:51,3   | 100      | 9.       | 28       | 5         | 11.   | 186      | 6.       | 4:36,9 | 17.   | 15:53,5 | 19.   | 62          | 6.       |
| Thad McArthur    | Egyéni      | 10:09,8  | 100      | 12.      | 23       | 6         | 23.   | 175      | 29.      | 4:13,6 | 3.    | 14:20,4 | 1.    | 68          | 8.       |
| Guy Troy         | Egyéni      | 9:34,3   | 100      | 6.       | 25       | 2         | 17.   | 185      | 8.       | 5:10,9 | 34.   | 16:19,1 | 30.   | 95          | 14.      |

| Versenyző                               | Versenyszám | Lovaglás | Lovaglás | Vívás | Vívás | Lövészet | Lövészet | Úszás | Úszás | Futás | Futás | Összesen    | Összesen |
| Versenyző                               | Versenyszám | Pont     | Hely.    | Pont  | Hely. | Pont     | Hely.    | Pont  | Hely. | Pont  | Hely. | Összes pont | Helyezés |
| --------------------------------------- | ----------- | -------- | -------- | ----- | ----- | -------- | -------- | ----- | ----- | ----- | ----- | ----------- | -------- |
| Frederick Denman Thad McArthur Guy Troy | Csapat      | 27       | 3.       | 50    | 5.    | 41       | 2.       | 49    | 6.    | 48    | 4.    | 215         | 4.       |

## Sportlövészet
| Versenyző       | Versenyszám            | Eredmény | Helyezés |
| --------------- | ---------------------- | -------- | -------- |
| Huelet Benner   | Gyorstüzelő pisztoly   | 572      | 34.      |
| Huelet Benner   | Szabadpisztoly         | 553      |          |
| Bill McMillan   | Gyorstüzelő pisztoly   | 575      | 7.       |
| Harry Reeves    | Szabadpisztoly         | 515      | 30.      |
| Robert Sandager | Szabadpuska, összetett | 1104     | 6.       |
| Emmett Swanson  | Szabadpuska, összetett | 1055     | 18.      |
| Emmett Swanson  | Sportpuska, összetett  | 1155     | 13.      |
| Emmett Swanson  | Sportpuska, fekvő      | 396      | 21.      |
| Arthur Jackson  | Sportpuska, összetett  | 1155     | 12.      |
| Arthur Jackson  | Sportpuska, fekvő      | 399      |          |

## Súlyemelés
| Versenyző          | Versenyszám | Nyomás   | Nyomás   | Szakítás | Szakítás | Lökés    | Lökés    | Összesen | Helyezés |
| Versenyző          | Versenyszám | Eredmény | Helyezés | Eredmény | Helyezés | Eredmény | Helyezés | Összesen | Helyezés |
| ------------------ | ----------- | -------- | -------- | -------- | -------- | -------- | -------- | -------- | -------- |
| Tommy Kono         | 67,5 kg     | 105,0    | 1.****   | 117,5    | 1.       | 140,0    | 2.**     | 362,5    |          |
| Pete George        | 75 kg       | 115,0    | 3.**     | 127,5    | 1.       | 157,5    | 1.       | 400,0    |          |
| Clyde Emrich       | 82,5 kg     | 120,0    | 5.**     | 115,0    | 7.****   | 145,0    | 11.**    | 380,0    | 8.       |
| Stanley Stanczyk   | 82,5 kg     | 127,5    | 1.*      | 127,5    | 1.**     | 160,0    | 2.***    | 415,0    |          |
| Norbert Schemansky | 90 kg       | 127,5    | 2.       | 140,0    | 1.       | 177,5    | 1.       | 445,0    |          |
| James Bradford     | +90 kg      | 140,0    | 4.*      | 132,5    | 2.       | 165,0    | 1.*      | 437,5    |          |
| John Davis         | +90 kg      | 150,0    | 1.*      | 145,0    | 1.       | 165,0    | 1.*      | 460,0    |          |

* - egy másik versenyzővel azonos eredményt ért el

** - két másik versenyzővel azonos eredményt ért el

*** - három másik versenyzővel azonos eredményt ért el

**** - négy másik versenyzővel azonos eredményt ért el

## Torna
Férfi
| Versenyző                                                                                                   | Versenyszám      | Eredmény | Helyezés    |
| --- | ---------------- | -------- | ----------- |
| Jack Beckner                                                                                                | Talaj            | 17,40    | 84.***      |
| Jack Beckner                                                                                                | Ugrás            | 18,05    | 87.*******  |
| Jack Beckner                                                                                                | Korlát           | 17,85    | 81.****     |
| Jack Beckner                                                                                                | Nyújtó           | 18,00    | 59.         |
| Jack Beckner                                                                                                | Gyűrű            | 15,10    | 160.        |
| Jack Beckner                                                                                                | Lólengés         | 17,00    | 88.*        |
| Jack Beckner                                                                                                | Egyéni összetett | 103,40   | 81.         |
| Walter Blattmann                                                                                            | Talaj            | 16,30    | 129.**      |
| Walter Blattmann                                                                                            | Ugrás            | 18,35    | 54.******** |
| Walter Blattmann                                                                                            | Korlát           | 17,60    | 100.*****   |
| Walter Blattmann                                                                                            | Nyújtó           | 16,70    | 112.*       |
| Walter Blattmann                                                                                            | Gyűrű            | 15,90    | 137.****    |
| Walter Blattmann                                                                                            | Lólengés         | 17,50    | 73.***      |
| Walter Blattmann                                                                                            | Egyéni összetett | 102,35   | 90.*        |
| Vincent D'Autorio                                                                                           | Talaj            | 17,20    | 94.*        |
| Vincent D'Autorio                                                                                           | Ugrás            | 16,25    | 160.        |
| Vincent D'Autorio                                                                                           | Korlát           | 17,90    | 74.******   |
| Vincent D'Autorio                                                                                           | Nyújtó           | 16,75    | 109.**      |
| Vincent D'Autorio                                                                                           | Gyűrű            | 15,20    | 157.*       |
| Vincent D'Autorio                                                                                           | Lólengés         | 17,90    | 51.*        |
| Vincent D'Autorio                                                                                           | Egyéni összetett | 101,20   | 100.        |
| Don Holder                                                                                                  | Talaj            | 16,20    | 134.**      |
| Don Holder                                                                                                  | Ugrás            | 18,00    | 95.**       |
| Don Holder                                                                                                  | Korlát           | 17,05    | 118.*       |
| Don Holder                                                                                                  | Nyújtó           | 17,05    | 97.         |
| Don Holder                                                                                                  | Gyűrű            | 16,90    | 109.*       |
| Don Holder                                                                                                  | Lólengés         | 18,30    | 32.***      |
| Don Holder                                                                                                  | Egyéni összetett | 103,50   | 80.         |
| Bill Roetzheim                                                                                              | Talaj            | 17,95    | 53.*        |
| Bill Roetzheim                                                                                              | Ugrás            | 17,60    | 114.***     |
| Bill Roetzheim                                                                                              | Korlát           | 18,10    | 60.****     |
| Bill Roetzheim                                                                                              | Nyújtó           | 18,95    | 17.*        |
| Bill Roetzheim                                                                                              | Gyűrű            | 15,85    | 142.*       |
| Bill Roetzheim                                                                                              | Lólengés         | 18,60    | 22.**       |
| Bill Roetzheim                                                                                              | Egyéni összetett | 107,05   | 59.         |
| Ed Scrobe                                                                                                   | Talaj            | 17,85    | 59.**       |
| Ed Scrobe                                                                                                   | Ugrás            | 18,35    | 54.******** |
| Ed Scrobe                                                                                                   | Korlát           | 18,80    | 21.*        |
| Ed Scrobe                                                                                                   | Nyújtó           | 18,90    | 19.***      |
| Ed Scrobe                                                                                                   | Gyűrű            | 18,40    | 45.****     |
| Ed Scrobe                                                                                                   | Lólengés         | 18,10    | 40.**       |
| Ed Scrobe                                                                                                   | Egyéni összetett | 110,40   | 30.         |
| Charles Simms                                                                                               | Talaj            | 16,65    | 117.*       |
| Charles Simms                                                                                               | Ugrás            | 18,45    | 40.***      |
| Charles Simms                                                                                               | Korlát           | 16,05    | 142.*       |
| Charles Simms                                                                                               | Nyújtó           | 19,00    | 16.         |
| Charles Simms                                                                                               | Gyűrű            | 16,15    | 127.**      |
| Charles Simms                                                                                               | Lólengés         | 16,10    | 106.*       |
| Charles Simms                                                                                               | Egyéni összetett | 102,40   | 89.         |
| Bob Stout                                                                                                   | Talaj            | 18,90    | 8.**        |
| Bob Stout                                                                                                   | Ugrás            | 18,20    | 73.*****    |
| Bob Stout                                                                                                   | Korlát           | 18,55    | 35.**       |
| Bob Stout                                                                                                   | Nyújtó           | 18,55    | 35.**       |
| Bob Stout                                                                                                   | Gyűrű            | 18,40    | 45.****     |
| Bob Stout                                                                                                   | Lólengés         | 17,55    | 69.***      |
| Bob Stout                                                                                                   | Egyéni összetett | 110,15   | 34.         |
| Ed Scrobe Bob Stout Bill Roetzheim Don Holder Jack Beckner Charles Simms Walter Blattmann Vincent D'Autorio | Csapat összetett | 543,15   | 8.          |

Női
| Versenyző | Versenyszám      | Eredmény | Helyezés  |
| --- | ---------------- | -------- | --------- |
| Marian Barone | Talaj            | 16,76    | 103.***** |
| Marian Barone | Ugrás            | 17,76    | 65.****   |
| Marian Barone | Felemás korlát   | 17,69    | 43.*      |
| Marian Barone | Gerenda          | 17,09    | 73.*      |
| Marian Barone | Egyéni összetett | 69,30    | 64.       |
| Dorothy Dalton | Talaj            | 16,76    | 103.***** |
| Dorothy Dalton | Ugrás            | 17,06    | 101.*     |
| Dorothy Dalton | Felemás korlát   | 16,42    | 94.       |
| Dorothy Dalton | Gerenda          | 15,43    | 117.      |
| Dorothy Dalton | Egyéni összetett | 65,67    | 103.*     |
| Meta Elste | Talaj            | 17,42    | 76.       |
| Meta Elste | Ugrás            | 8,66     | 131.      |
| Meta Elste | Felemás korlát   | 17,43    | 53.*      |
| Meta Elste | Gerenda          | 17,16    | 69.**     |
| Meta Elste | Egyéni összetett | 60,67    | 129.      |
| Ruth Grulkowski | Talaj            | 17,59    | 59.*      |
| Ruth Grulkowski | Ugrás            | 17,20    | 97.       |
| Ruth Grulkowski | Felemás korlát   | 17,03    | 74.       |
| Ruth Grulkowski | Gerenda          | 17,46    | 48.       |
| Ruth Grulkowski | Egyéni összetett | 69,28    | 65.*      |
| Marie Hoesly | Talaj            | 16,90    | 96.       |
| Marie Hoesly | Ugrás            | 16,33    | 114.      |
| Marie Hoesly | Felemás korlát   | 17,39    | 56.*      |
| Marie Hoesly | Gerenda          | 14,70    | 126.      |
| Marie Hoesly | Egyéni összetett | 65,32    | 107.      |
| Doris Kirkman | Talaj            | 7,96     | 134.      |
| Doris Kirkman | Ugrás            | 7,10     | 134.      |
| Doris Kirkman | Felemás korlát   | 8,40     | 134.      |
| Doris Kirkman | Gerenda          | 8,10     | 134.      |
| Doris Kirkman | Egyéni összetett | 31,56    | 134.      |
| Clara Schroth-Lomady                                                                                                  | Talaj            | 18,06    | 26.*      |
| Clara Schroth-Lomady                                                                                                  | Ugrás            | 17,46    | 81.*      |
| Clara Schroth-Lomady                                                                                                  | Felemás korlát   | 17,50    | 49.       |
| Clara Schroth-Lomady                                                                                                  | Gerenda          | 15,36    | 118.      |
| Clara Schroth-Lomady                                                                                                  | Egyéni összetett | 68,38    | 73.       |
| Ruth Topalian | Talaj            | 16,66    | 109.      |
| Ruth Topalian | Ugrás            | 17,92    | 58.**     |
| Ruth Topalian | Felemás korlát   | 16,90    | 79.       |
| Ruth Topalian | Gerenda          | 16,33    | 100.      |
| Ruth Topalian | Egyéni összetett | 67,81    | 83.       |
| Marian Barone Ruth Grulkowski Clara Schroth-Lomady Ruth Topalian Dorothy Dalton Marie Hoesly Meta Elste Doris Kirkman | Kéziszer csapat  | 61,60    | 16.       |
| Marian Barone Ruth Grulkowski Clara Schroth-Lomady Ruth Topalian Dorothy Dalton Marie Hoesly Meta Elste Doris Kirkman | Csapat összetett | 467,36   | 15.       |

* - egy másik versenyzővel azonos eredményt ért el

** - két másik versenyzővel azonos eredményt ért el

*** - három másik versenyzővel azonos eredményt ért el

**** - négy másik versenyzővel azonos eredményt ért el

***** - öt másik versenyzővel azonos eredményt ért el

****** - hat másik versenyzővel azonos eredményt ért el

******* - hét másik versenyzővel azonos eredményt ért el

******** - tíz másik versenyzővel azonos eredményt ért el

## Úszás
Férfi
| Versenyző                                                                                        | Versenyszám     | Előfutam | Előfutam | Előfutam | Elődöntő | Elődöntő | Elődöntő | Döntő   | Döntő    |
| Versenyző                                                                                        | Versenyszám     | Idő      | Hely.    | Össz.    | Idő      | Hely.    | Össz.    | Idő     | Helyezés |
| ------------------------------------------------------------------------------------------------ | --------------- | -------- | -------- | -------- | -------- | -------- | -------- | ------- | -------- |
| Dick Cleveland                                                                                   | 100 m gyors     | 57,8     | 1.       | 2.       | 58,6     | 3.       | 10.      | kiesett | kiesett  |
| Ronald Gora                                                                                      | 100 m gyors     | 58,0     | 1.       | 3.**     | 57,7     | 1.       | 2.       | 58,8    | 8.       |
| Jerry Holan                                                                                      | 200 m mell      | 2:36,8   | 1.       | 1.       | 2:39,2   | 4.       | 9.       | kiesett | kiesett  |
| Ford Konno                                                                                       | 400 m gyors     | 4:47,9   | 2.       | 12.      | 4:38,6   | 1.       | 3.       | 4:31,3  |          |
| Ford Konno                                                                                       | 1500 m gyors    | 18:53,7  | 1.       | 2.       |          |          |          | 18:30,3 |          |
| Jimmy McLane                                                                                     | 400 m gyors     | 4:46,5   | 1.       | 10.      | 4:42,2   | 4.       | 7.       | 4:40,3  | 7.       |
| Jimmy McLane                                                                                     | 1500 m gyors    | 19:09,3  | 1.       | 7.       |          |          |          | 18:51,5 | 4.       |
| Wayne Moore                                                                                      | 400 m gyors     | 4:43,2   | 1.       | 2.       | 4:42,0   | 1.       | 6.       | 4:40,1  | 6.       |
| Monty Nitzkowski                                                                                 | 200 m mell      | 2:40,6   | 1.       | 9.       | 2:41,4   | 5.       | 11.      | kiesett | kiesett  |
| Yoshinobu Oyakawa                                                                                | 100 m hát       | 1:06,0   | 1.       | 1.       | 1:05,7   | 1.       | 1.       | 1:05,4  |          |
| Clarke Scholes                                                                                   | 100 m gyors     | 58,3     | 2.       | 8.*      | 57,1     | 1.       | 1.       | 57,4    |          |
| Allen Stack                                                                                      | 100 m hát       | 1:08,9   | 2.       | 9.       | 1:08,0   | 4.       | 7.       | 1:07,6  | 4.       |
| Bowen Stassforth                                                                                 | 200 m mell      | 2:39,3   | 1.       | 4.       | 2:38,7   | 3.       | 4.       | 2:34,7  |          |
| Jack Taylor                                                                                      | 100 m hát       | 1:07,2   | 1.       | 2.       | 1:07,0   | 2.       | 3.       | 1:06,4  |          |
| Bill Woolsey                                                                                     | 1500 m gyors    | 19:24,6  | 2.       | 13.      |          |          |          | kiesett | kiesett  |
| Wayne Moore Bill Woolsey Ford Konno Jimmy McLane Wally Wolf Don Sheff Frank Dooley Burwell Jones | 4 × 200 m gyors | 8:50,9   | 1.       | 2.       |          |          |          | 8:31,1  |          |

Női
| Versenyző                                                  | Versenyszám     | Előfutam | Előfutam | Előfutam | Elődöntő | Elődöntő | Elődöntő | Döntő   | Döntő    |
| Versenyző                                                  | Versenyszám     | Idő      | Hely.    | Össz.    | Idő      | Hely.    | Össz.    | Idő     | Helyezés |
| ---------------------------------------------------------- | --------------- | -------- | -------- | -------- | -------- | -------- | -------- | ------- | -------- |
| Jody Alderson                                              | 100 m gyors     | 1:07,4   | 2.       | 6.*      | 1:06,6   | 1.       | 1.       | 1:07,1  | 5.       |
| Julia Cornell                                              | 200 m mell      | 3:17,7   | 5.       | 29.      | kiesett  | kiesett  | kiesett  | kiesett | kiesett  |
| Mary Freeman                                               | 100 m hát       | 1:18,0   | 3.       | 9.       |          |          |          | kiesett | kiesett  |
| Carolyn Green                                              | 400 m gyors     | 5:23,8   | 2.       | 11.      | 5:18,3   | 2.       | 2.       | 5:16,5  | 4.       |
| Evelyn Kawamoto                                            | 400 m gyors     | 5:16,6   | 1.       | 1.*      | 5:21,2   | 1.       | 5.       | 5:14,6  |          |
| Delia Meulenkamp                                           | 400 m gyors     | 5:21,4   | 4.       | 8.       | 5:27,9   | 6.       | 12.      | kiesett | kiesett  |
| Coralie O'Connor                                           | 100 m hát       | 1:19,7   | 5.       | 12.      |          |          |          | kiesett | kiesett  |
| Gail Peters                                                | 200 m mell      | 3:13,3   | 6.       | 25.      | kiesett  | kiesett  | kiesett  | kiesett | kiesett  |
| Judy Roberts                                               | 100 m gyors     | 1:08,2   | 3.       | 14.      | 1:08,2   | 7.       | 12.**    | kiesett | kiesett  |
| Della Sehorn                                               | 200 m mell      | 3:13,7   | 6.       | 27.      | kiesett  | kiesett  | kiesett  | kiesett | kiesett  |
| Barbara Stark                                              | 100 m hát       | 1:17,9   | 4.       | 8.       |          |          |          | 1:16,2  | 5.       |
| Marilee Stepan                                             | 100 m gyors     | 1:07,7   | 1.       | 9.*      | 1:07,4   | 4.       | 7.*      | 1:08,0  | 7.       |
| Jackie LaVine Marilee Stepan Jody Alderson Evelyn Kawamoto | 4 × 100 m gyors | 4:28,1   | 1.       | 1.       |          |          |          | 4:30,1  |          |

* - egy másik versenyzővel azonos időt ért el

** - két másik versenyzővel azonos időt ért el

## Vitorlázás
| Versenyző                                                                         | Versenyszám | Futam | Futam | Futam | Futam | Futam | Futam | Futam | Pontszám | Helyezés |
| Versenyző                                                                         | Versenyszám | 1     | 2     | 3     | 4     | 5     | 6     | 7     | Pontszám | Helyezés |
| --------------------------------------------------------------------------------- | ----------- | ----- | ----- | ----- | ----- | ----- | ----- | ----- | -------- | -------- |
| Edward Melaika                                                                    | Finn dingi  | DNF   | 226   | 186   | 226   | DNF   | 168   | DNF   | 806      | 28.      |
| John Price John Reid                                                              | Csillaghajó | 1423  | 578   | 1423  | 1423  | 946   | 1423  | 520   | 7216     |          |
| Joyce Horton William Horton William Horton Jr.                                    | Sárkányhajó | 101   | 553   | 331   | 155   | 217   | 486   | 428   | 2170     | 11.      |
| Britton Chance Ed White Michael Schoettle Sumner White                            | 5,5 méter   | 703   | 1305  | 305   | 264   | 828   | 1305  | 1305  | 5751     |          |
| Emelyn Whiton Eric Ridder Everard Endt Herman Whiton John Morgan Julian Roosevelt | 6 méter     | 540   | 188   | 1142  | 1142  | 239   | 665   | 1142  | 4870     |          |

DNF - nem ért célba

## Vívás
Férfi
| Versenyző                                                                              | Versenyszám       | 1. forduló | 1. forduló | 2. forduló | 2. forduló | Elődöntő | Elődöntő | Döntő                                                                            | Döntő   |
| Versenyző                                                                              | Versenyszám       | Ellenfelek Eredmény | Hely.      | Ellenfelek Eredmény | Hely.      | Ellenfelek Eredmény | Hely.    | Ellenfelek Eredmény                                                              | Hely.   |
| -------------------------------------------------------------------------------------- | ----------------- | --- | ---------- | --- | ---------- | --- | -------- | -------------------------------------------------------------------------------- | ------- |
| Albie Axelrod                                                                          | Tőr, egyéni       | Gustave Ballister (BEL) · Kurt Lindeman (FIN) · Andrei Vîlcea (ROU) · José Rodríguez (ARG) · Edward Brooke (CAN) · Eduardo López (GUA) · 5-0 (10)                                    | 1.*        | Giancarlo Bergamini (ITA) · Mahmoud Younes (EGY) · Jerzy Pawłowski (POL) · Kurt Lindeman (FIN) · Félix Galimi (ARG) · Sergio Iesi (URU) · 4-2 (21)                           | 3.         | Edoardo Mangiarotti (ITA) · Jacques Lataste (FRA) · Salah Dessouki (EGY) · Maszlay Lajos (HUN) · Nils Rydström (SWE) · 1-4 (22)                                                                                 | 5.       | kiesett                                                                          | kiesett |
| Daniel Bukantz                                                                         | Tőr, egyéni       | Paul Valcke (BEL) · Yulen Uralov (URS) · Jerzy Pawłowski (POL) · Heikki Raitio (FIN) · Günther Knödler (SAA) · Abelardo Menéndez (CUB) · 4-1 (16)                                    | 3.         | Jacques Lataste (FRA) · Palócz Endre (HUN) · André Verhalle (BEL) · German Bokun (URS) · Leif Klette (NOR) · Andrei Vîlcea (ROU) · 3-3 (23)                                  | 4.         | kiesett | kiesett  | kiesett                                                                          | kiesett |
| Nate Lubell                                                                            | Tőr, egyéni       | Vasile Chelaru (ROU) · Benito Ramos (MEX) · Mark Midler (URS) · Karl Bach (SAA) · Ricardo Rimini (URU) · Augusto Gutiérrez (VEN) · 4-1 (14)                                          | 2.         | Jéhan de Buhan (FRA) · Maszlay Lajos (HUN) · Rolf Magnusson (SWE) · Vasile Chelaru (ROU) · John Fethers (AUS) · 2-3 (20)                                                     | 3.         | Jéhan de Buhan (FRA) · Giancarlo Bergamini (ITA) · Tilli Endre (HUN) · André Verhalle (BEL) · Mohamed Ali Riad (EGY) · 1-4 (24)                                                                                 | 5.       | kiesett                                                                          | kiesett |
| Paul Makler                                                                            | Párbajtőr, egyéni | Nicolae Marinescu (ROU) · Egill Knutzen (NOR) · Carlos Dias (POR) · John Fethers (AUS) · René Paul (GBR) · Antonio Chocano (GUA) · Roland Asselin (CAN) · 3-4 (14)                   | 5.         | kiesett | kiesett    | kiesett | kiesett  | kiesett                                                                          | kiesett |
| Alfred Skrobisch                                                                       | Párbajtőr, egyéni | Berzsenyi Barnabás (HUN) · Rolf Wiik (FIN) · Benito Ramos (MEX) · René Bougnol (FRA) · Juan Camous (VEN) · Erwin Kroggel (GER) · Maki Sinicsi (JPN) · 3-4 (15)                       | 6.         | kiesett | kiesett    | kiesett | kiesett  | kiesett                                                                          | kiesett |
| Ed Vebell                                                                              | Párbajtőr, egyéni | Mogens Lüchow (DEN) · Jean-Baptiste Maquet (BEL) · Andrzej Przeździecki (POL) · Edward Brooke (CAN) · Santiago Massini (ARG) · Zoltan Uray (ROU) · Charles Stanmore (AUS) · 4-2 (12) | 3.         | Edoardo Mangiarotti (ITA) · Allan Jay (GBR) · Álvaro Mário Mourão (POR) · Emilio Meraz (MEX) · Claude Nigon (FRA) · Rerrich Béla (HUN) · Paul Meister (SUI) · 4-3 (13)       | 3.         | Mogens Lüchow (DEN) · Per Carleson (SWE) · Dario Mangiarotti (ITA) · Sákovics József (HUN) · Léon Buck (LUX) · Allan Jay (GBR) · Fathallah Abdel Rahman (EGY) · Rolf Wiik (FIN) · René Bougnol (FRA) · 3-6 (21) | 9.       | kiesett                                                                          | kiesett |
| Joe de Capriles                                                                        | Kard, egyéni      | |            | Vincenzo Pinton (ITA) · Jean Levavasseur (FRA) · Daniel Sande (ARG) · Marcel Van Der Auwera (BEL) · William Beatley (GBR) · Ion Santo (ROU) · Willy Fascher (GER) · 5-1 (17) | 3.         | Gerevich Aladár (HUN) · Gastone Darè (ITA) · Heinz Lechner (AUT) · Daniel Sande (ARG) · Ivan Manayenko (URS) · Ilie Tudor (ROU) · 2-4 (24)                                                                      | 4.**     | kiesett                                                                          | kiesett |
| Allan Kwartler                                                                         | Kard, egyéni      | |            | Gerevich Aladár (HUN) · Leszek Suski (POL) · Ivan Manayenko (URS) · Renzo Nostini (ITA) · Palle Frey (DEN) · Antonio Haro (MEX) · José D'Andrea (ARG) · 1-6 (34)             | 8.         | kiesett | kiesett  | kiesett                                                                          | kiesett |
| George Worth                                                                           | Kard, egyéni      | |            | Kovács Pál (HUN) · Werner Plattner (AUT) · Gustave Ballister (BEL) · Adalbert Gurath (ROU) · Lev Kuznetsov (URS) · Wojciech Zabłocki (POL) · Edgardo Pomini (ARG) · 3-4 (27) | 5.         | kiesett | kiesett  | kiesett                                                                          | kiesett |
| Silvio Giolito Albie Axelrod Nate Lubell Byron Krieger Daniel Bukantz Harold Goldsmith | Tőr, csapat       | Románia (ROU) · 9-7 | 2.         | Magyarország (HUN) · 6-10 · Argentína (ARG) · 9-7 · Németország (GER) · 10-6                                                                                                 | 3.         | kiesett | kiesett  | kiesett                                                                          | kiesett |
| Ed Vebell Paul Makler Alfred Skrobisch Joe de Capriles James Strauch Albert Wolff      | Párbajtőr, csapat | Szovjetunió (URS) · 8-8 | 2.         | Svédország (SWE) · 5-9 · Dánia (DEN) · 6-9 · Nagy-Britannia (GBR) · 9-7 | 4.         | kiesett | kiesett  | kiesett                                                                          | kiesett |
| Norman Armitage Joe de Capriles Tibor Nyilas Alex Treves George Worth Allan Kwartler   | Kard, csapat      | Svájc (SUI) · 9-2 | 1.         | Németország (GER) · 11-5 | 1.         | Nagy-Britannia (GBR) · 9-5 · Lengyelország (POL) · 10-6 | 2.       | Magyarország (HUN) · 3-13 · Olaszország (ITA) · 4-12 · Franciaország (FRA) · 6-8 | 4.      |

Női
| Versenyző       | Versenyszám | 1. forduló | 1. forduló | 2. forduló | 2. forduló | Elődöntő | Elődöntő | Döntő | Döntő   |
| Versenyző       | Versenyszám | Ellenfelek Eredmény | Hely.      | Ellenfelek Eredmény | Hely.      | Ellenfelek Eredmény | Hely.    | Ellenfelek Eredmény | Hely.   |
| --------------- | ----------- | --- | ---------- | --- | ---------- | --- | -------- | --- | ------- |
| Polly Craus     | Tőr, egyéni | Irena Nawrocka (POL) · Silvia Strukel (ITA) · Mary Glen-Haig (GBR) · Hedwig Rieder (SUI) · Kate Mahaut (DEN) · 3-2 (14)                                     | 4.         | Elek Ilona (HUN) · Irene Camber-Corno (ITA) · Grete Kunz (AUT) · Nadezhda Shitikova (URS) · Gillian Sheen (GBR) · 2-3 (17)                           | 3.         | Karen Lachmann (DEN) · Lylian Malherbaud-Lecomte-Guyonneau (FRA) · Jan York-Romary (USA) · Nyári Magda (HUN) · Silvia Strukel (ITA) · Ellen Müller-Preis (AUT) · Grete Kunz (AUT) · 1-6 (25) | 7.       | kiesett | kiesett |
| Maxine Mitchell | Tőr, egyéni | Grete Kunz (AUT) · Anna Ponomaryova (URS) · Nyári Magda (HUN) · Ulla Barding-Poulsen (DEN) · Patricia Norford (AUS) · 2-3 (15)                              | 4.         | Karen Lachmann (DEN) · Fritzi Wenisch-Filz (AUT) · Lylian Malherbaud-Lecomte-Guyonneau (FRA) · Elek Margit (HUN) · Anna Ponomaryova (URS) · 3-2 (12) | 2.         | Elek Ilona (HUN) · Renée Garilhe (FRA) · Irene Camber-Corno (ITA) · Mary Glen-Haig (GBR) · Lilo Allgayer (GER) · Fritzi Wenisch-Filz (AUT) · Appolinariya Plekhanova (URS) · 5-1 (9)         | 2.*      | Irene Camber-Corno (ITA) · Elek Ilona (HUN) · Karen Lachmann (DEN) · Jan York-Romary (USA) · Renée Garilhe (FRA) · Lylian Malherbaud-Lecomte-Guyonneau (FRA) · Nyári Magda (HUN) · 4-3 (23) | 5.      |
| Jan York-Romary | Tőr, egyéni | Lylian Malherbaud-Lecomte-Guyonneau (FRA) · Ellen Müller-Preis (AUT) · Appolinariya Plekhanova (URS) · Catherine Pym (AUS) · Taimi Mattsson (FIN) · 4-0 (5) | 1.         | Renée Garilhe (FRA) · Ellen Müller-Preis (AUT) · Mary Glen-Haig (GBR) · Irena Nawrocka (POL) · Elsa Irigoyen (ARG) · 4-1 (12)                        | 1.*        | Karen Lachmann (DEN) · Lylian Malherbaud-Lecomte-Guyonneau (FRA) · Nyári Magda (HUN) · Silvia Strukel (ITA) · Ellen Müller-Preis (AUT) · Polly Craus (USA) · Grete Kunz (AUT) · 4-3 (19)     | 3.       | Irene Camber-Corno (ITA) · Elek Ilona (HUN) · Karen Lachmann (DEN) · Maxine Mitchell (USA) · Renée Garilhe (FRA) · Lylian Malherbaud-Lecomte-Guyonneau (FRA) · Nyári Magda (HUN) · 4-3 (25) | 4.      |

* - egy másik versenyzővel azonos eredményt ért el

** - két másik versenyzővel azonos eredményt ért el

## Vízilabda
- Harry Bisbey
- Jim Norris
- Edward Jaworski
- Norman Lake
- William Kooistra
- Pete Stange
- Bill Dornblaser
- Jack Spargo
- Robert Hughes
- Marvin Burns

### Eredmények
1. forduló
| 1952. július 25. | Svédország | 5 – 1 | Egyesült Államok |  |
| 1952. július 25. | (2 – 1)    |       |                  |  |
| 1952. július 25. |            |       |                  |  |

2. forduló
| 1952. július 26. | Egyesült Államok | 6 – 3 | Románia |  |
| 1952. július 26. | (2 – 1)          |       |         |  |
| 1952. július 26. |                  |       |         |  |

A csoport
| Csapat           | JM | GY | D | V | LG | KG | GK  | PT |
| ---------------- | -- | -- | - | - | -- | -- | --- | -- |
| Olaszország      | 3  | 3  | 0 | 0 | 17 | 8  | +9  | 6  |
| Egyesült Államok | 3  | 2  | 0 | 1 | 16 | 9  | +7  | 4  |
| Nagy-Britannia   | 3  | 0  | 1 | 2 | 9  | 15 | -6  | 1  |
| Ausztria         | 3  | 0  | 1 | 2 | 5  | 15 | -10 | 1  |

| 1952. július 27. | Egyesült Államok | 8 – 3 | Nagy-Britannia |  |
| 1952. július 27. | (3 – 2)          |       |                |  |
| 1952. július 27. |                  |       |                |  |

| 1952. július 28. | Olaszország | 5 – 4 | Egyesült Államok |  |
| 1952. július 28. | (3 – 2)     |       |                  |  |
| 1952. július 28. |             |       |                  |  |

| 1952. július 29. | Egyesült Államok | 4 – 1 | Ausztria |  |
| 1952. július 29. | (2 – 1)          |       |          |  |
| 1952. július 29. |                  |       |          |  |

Középdöntő
E csoport
| Csapat           | JM | GY | D | V | LG | KG | GK | PT |
| ---------------- | -- | -- | - | - | -- | -- | -- | -- |
| Olaszország      | 3  | 3  | 0 | 0 | 13 | 6  | +7 | 6  |
| Egyesült Államok | 3  | 2  | 0 | 1 | 14 | 11 | +3 | 4  |
| Belgium          | 3  | 1  | 0 | 2 | 8  | 13 | -5 | 2  |
| Spanyolország    | 3  | 0  | 0 | 3 | 9  | 14 | -5 | 0  |

| 1952. július 30. | Egyesült Államok | 4 – 2 | Belgium |  |
| 1952. július 30. | (4 – 1)          |       |         |  |
| 1952. július 30. |                  |       |         |  |

| 1952. július 31. | Egyesült Államok | 6 – 4 | Spanyolország |  |
| 1952. július 31. | (2 – 2)          |       |               |  |
| 1952. július 31. |                  |       |               |  |

Négyes döntő
| Csapat           | JM | GY | D | V | LG | KG | GK | PT |
| ---------------- | -- | -- | - | - | -- | -- | -- | -- |
| Magyarország     | 3  | 2  | 1 | 0 | 13 | 4  | +9 | 5  |
| Jugoszlávia      | 3  | 2  | 1 | 0 | 9  | 5  | +4 | 5  |
| Olaszország      | 3  | 1  | 0 | 2 | 8  | 14 | -6 | 2  |
| Egyesült Államok | 3  | 0  | 0 | 3 | 6  | 13 | -7 | 0  |

| 1952. augusztus 1. | Jugoszlávia | 4 – 2 | Egyesült Államok |  |
| 1952. augusztus 1. | (2 – 1)     |       |                  |  |
| 1952. augusztus 1. |             |       |                  |  |

| 1952. augusztus 2. | Magyarország | 4 – 0 | Egyesült Államok |  |
| 1952. augusztus 2. | (3 – 0)      |       |                  |  |
| 1952. augusztus 2. |              |       |                  |  |

| Csapat           | Helyezés |
| ---------------- | -------- |
| Egyesült Államok | 4.       |